# 利伯蒂鎮區 (阿肯色州范布倫縣)
利伯蒂鎮區（英語：Liberty Township）是位於美國阿肯色州范布倫縣的一個行政鎮區。

## 地方資料
利伯蒂鎮區的面積為252.66平方千米，當中陸地面積為251.42平方千米，而水域面積為1.24平方千米。根據2010年美國人口普查的數據，當地共有人口240人，而人口密度為每平方千米0.95人。